# 曼尼普尔人民军
曼尼普尔人民军（英語：Manipur People's Army），组建于1987年2月9日，是印度曼尼普尔邦分离运动组织联合民族解放阵线的武装部队。2005年，据估计，曼尼普尔人民军约有2,000名武装干部。据联合民族解放阵线称，截至2005年，曼尼普尔人民军正在与印度军队约5万名武装人员进行战斗，这些武装人员部署在曼尼普尔森林地区。该团体的干部以梅泰族为主。